# Duden-Bibliothek
Die Duden-Bibliothek, bis August 2010 Office-Bibliothek und bis Version 3 PC-Bibliothek, ist eine proprietäre digitale Bibliothek, das vielen elektronischen Nachschlagewerken des Bibliographischen Instituts & F. A. Brockhaus (Brockhaus, Duden, Meyer) ("BIFAB") und des Langenscheidt-Verlags zugrunde liegt. Darüber hinaus wird die Office-Bibliothek (bzw. die mit dieser kompatible Vorgängerversion, siehe unten) auch für das Lexikon der Religionspädagogik des Neukirchener Verlags und für das Römpp Chemie-Lexikon der Thieme Verlagsgruppe verwendet. Auch die neuseeländische Reed Publishing setzt die Duden-Bibliothek ein.
Während die Software selbst kostenlos heruntergeladen werden kann, müssen die damit benutzbaren Nachschlagewerke gekauft werden.
Seit September 2010 wird die auf Version 5.1 aktualisierte Software als Duden-Bibliothek zum Download angeboten und auch auf CD-ROMs mit Duden-Büchern ausgeliefert. Die aktuelle Version 6 kann nicht alle bisherigen Nachschlagewerke integrieren, da sich das zugrundeliegende Dateiformat geändert hat. Auf der „Servicepacks und Patches“-Seite wird derzeit (Februar 2024) nur die Version 6.4 vom Oktober 2020 angeboten.

## Entwicklung
Die Duden-Bibliothek wird – wie auch die meiste übrige Software für die Brockhaus-Duden Neue Medien GmbH – am Institut für Informations- und Kommunikationstechnologien (vormals Institut für Hypermedia-Systeme) der Joanneum Research in Graz, Österreich entwickelt. Programmiert wird mit der Qt-Bibliothek, wodurch die Unterstützung mehrerer Betriebssysteme zugleich möglich ist.
Die Duden-Bibliothek war ursprünglich im Oktober 2003 als Neuentwicklung nur für Linux und macOS vorgestellt worden, während Nutzern von Mac OS und Windows schon lange zuvor die anfangs noch umfangreichere Software PC-Bibliothek zur Verfügung stand. Beide Software-Produkte arbeiten mit demselben Datenbankformat, sodass die meisten Titel der PC-Bibliothek auch unter der Duden-Bibliothek funktionieren. Als Faustregel kann gelten, dass viele Texte der Version 2 und (fast?) alle Titel der Version 3 unterstützt werden. Eine besondere Situation besteht allerdings bei einigen Titeln vom Langenscheidt-Verlag. Seitdem die Version 4.0 der Duden-Bibliothek im Januar 2005 denselben Funktionsumfang wie die PC-Bibliothek erreicht hat, wird sie nun auch für Windows als Nachfolgeprodukt der PC-Bibliothek angeboten. Die Weiterentwicklung der PC-Bibliothek wurde eingestellt. Seit Sommer 2006 steht auch eine Version der Duden-Bibliothek für Intel-Macs zur Verfügung. Die PC-Bibliothek ist damit nur noch für ältere Betriebssysteme (Windows 3.x mit der PC-Bibliothek Version 2, Windows 9x und Mac OS 9 und jünger) notwendig, sowie für die wenigen nicht von der Duden-Bibliothek unterstützten Texte.
Seit August 2007 war die neue Version 5.0 per Download erhältlich. Sie ist die erste weitgehend fehlerfreie Version dieser in den vorherigen Versionen ungewöhnlich unausgereiften Software. Wie schon in der Version 4 wurde die Oberfläche weiterentwickelt. So kann man sich nun schnell eigene Buchauswahlen definieren und damit gezielt auf Nachschlagewerke zurückgreifen. Das heißt, es kann in selbst zusammengestellten Gruppen von Nachschlagewerken gezielt zugegriffen werden (z. B. nur auf Fremdwörterbücher oder Lexika).
Allerdings wird die Version 5 – und dies gilt auch noch für das Anfang November 2007 veröffentlichte Update 5.0.1 – bislang nur in der Express-Version angeboten. Hierbei handelt es sich um eine funktionsreduzierte Variante, die ursprünglich nur Duden-Bänden beilag, bei denen der Datenbestand zusätzlich auf CD-ROM mitgeliefert wird. Mit dem Update auf Version 5.0 steht somit einerseits erstmals ein weitgehend fehlerfreies Produkt zur Verfügung (vgl. allerdings auch den nächsten Abschnitt), anderseits bedeutet ein Update aber eine Einschränkung des Funktionsumfangs. So entfällt beispielsweise die Direktsuche, mit deren Hilfe man aus beliebigen Anwendungen heraus ohne Aufruf der Programmoberfläche der Duden-Bibliothek direkt nach bestimmten Wörtern suchen lassen konnte.
Seit dem August 2010 wird mit der Version 5.1 auch der Namenswechsel hin zu Duden-Bibliothek vollzogen. Die meisten Office-, PC-Bibliothek- und Langenscheidt-e-Wörterbuch-Datenbestände sind mit der neuen Version kompatibel. Ältere Wörterbücher wie z. B. Meyers Politik und einige Langenscheidt-Wörterbücher melden bei der Installation einen Fehler.
Im August 2013 erschien die Version 5.2.1. für Microsoft Windows, Mac OS X und verschiedene Linux-Versionen.

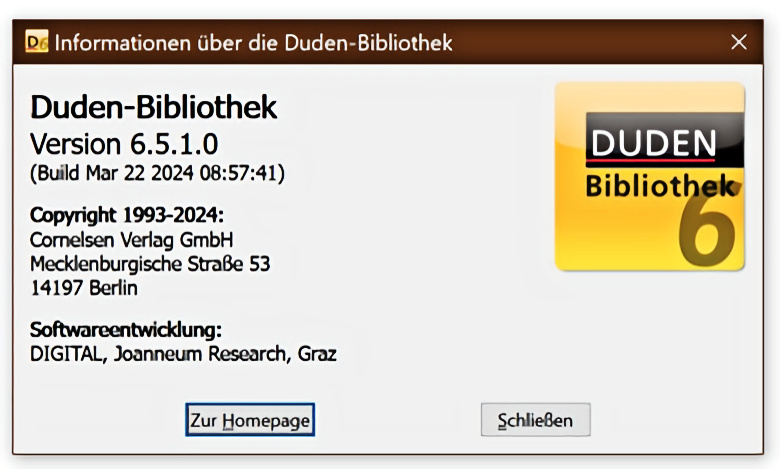
Duden-Bibliothek v6.5.1.0

Seit Oktober 2015 bietet der Verlag auf seiner Supportseite eine Version 6.1 an. Die Datenbanken liegen ab der Version 6.0 vom Herbst 2014 in dem neuen DBB-Format vor, sodass die vorhandenen Datenbestände nur noch teilweise importiert werden können. Im Allgemeinen können Duden-Lexika jüngeren Datums übernommen werden (Beispielsweise Das Herkunftswörterbuch in der 4. und 5. Auflage von 2007 und 2014 oder Die deutsche Rechtschreibung 25./26. Auflage 2009/2013). Andere Nachschlagewerke wie beispielsweise von Langenscheidt sind nicht mehr integrierbar.
Die Version 6.5.0.1 vom Januar 2024, welche mit den neueren Duden-Bibliothek-Titeln ausgeliefert wird (z. B. Das Aussprachewörterbuch, 8. Aufl., Januar 2024 oder Das Fremdwörterbuch, 13. Aufl., 2023), ist bisher nicht einzeln herunterladbar.  Auf der Duden Seite Servicepacks und Patches wird derzeit (Mai 2024) die Version 6.5 vom März 2024 zum Download angeboten. Das Aussprachewörterbuch (8. Aufl., 2024) lässt sich nicht in der Version 6.4 installieren. Mit dem Kauf und Download von Das Synonymwörterbuch (8. Aufl., 2024) wird die Duden-Bibliothek in der Version 6.5.1.0 (Build Mar 22 2024) heruntergeladen.
Mit dem Erscheinen der 29. Auflage des Deutschen Rechtschreib-Dudens im August 2024 wird zeitgleich die entsprechende Softwareversion des Nachschlagewerks zum Download bereitgestellt. Das 769 MB umfassende Installationspaket enthält auch die neue Version 6.5.2.0 der Duden-Bibliothek vom 29. Juli 2024.

## Einstellung der Duden-Bilbliothek
Laut Auskunft des Verlags im Mai 2025 werden zukünftig keine aktualisierten Bände der Duden-Reihe für den Digitalen Duden publiziert. Beginnend mit dem 10. Band der Reihe „Das Bedeutungswörterbuch“ erschien im Frühjahr 2025 die Druckausgabe der 6. Auflage ohne aktualisierter Softwareversion. Diese bleibt aber weiter als die 5. Auflage aus dem April 2018 downloadbar. Laut einer E-Mail-Auskunft des Verlags wird aber an einer „neuen digitalen Lösung“ gearbeitet. Nähere Ausführungen über Art und Zeitpunkt wurden – trotz Nachfrage – nicht gemacht. Als Übergangslösung empfiehlt das Duden-Kundenservice-Team die Verwendung des abofinanzierten „digitalen Schulwörterbuchs“ von der 5. bis zur 13. Klasse zum Nachschlagen, mit Merkliste, Prüfungsmodus und Sprachquiz, das als App, im Browser oder – bei Klausuren – auch offline genutzt werden kann.

## Funktionalität
Es gibt zahlreiche Möglichkeiten, in allen installierten Büchern gleichzeitig zu arbeiten. Unter anderem stehen Stichwortsuche, Volltextsuche, Ähnlichkeitssuche oder auch eine Suche mit logisch verknüpften Begriffen zur Verfügung. Man kann Benutzerwörterbücher anlegen, Lesezeichen setzen und Anmerkungen hinzufügen.
Dadurch, dass die Duden-Bibliothek – anders als viele vergleichbare Produkte – auf multimediale Effekte verzichtet, läuft sie auch auf älteren Computern noch ausreichend schnell.
Die Programmoberfläche der Duden-Bibliothek hält sich nicht an die etablierten Guidelines der jeweiligen Betriebssysteme, sondern wird mit einem eigenen Navigationskonzept präsentiert. Dieses muss erst erlernt werden. Besonders durch in der Version 5 veränderte Stichwortsuche wird das Aufschlagen eines gefundenen Stichwortes sehr umständlich. Der Versuch ein über die Stichwortsuche gefundenes Stichwort zu öffnen, führt in vielen Fällen nicht zum Ziel, sondern löst eine erneute Volltextsuche aus. Der erste Treffer dieser Volltextsuche wird anschließend automatisch geöffnet. In vielen Fällen handelt es sich nicht um das gemeinte Stichwort, so dass nun erneut in den Ergebnissen der Volltextsuche das eigentlich bereits zum Öffnen ausgewählte Stichwort ausgewählt werden muss.
Eine Problemlösung durch Editierung der Officebib.ini – die unerfahrene Benutzer allerdings überfordern könnte – wird in einem Blogeintrag beschrieben. Unter Mac OS X muss die Textdatei "de.office-bibliothek.plist" (respektive "com.yourcompany.Duden-Bibliothek.plist" in Version 5.2.1) im Verzeichnis "Library/Preferences" analog modifiziert werden. Dabei muss in der Zeile DefaultOptions\ImplicitMaxIncremental der Standard-Wert "4" auf z. B. "40" erhöht werden. Durch diese Maßnahme können auch plötzliche Programmabstürze, die bei Eingabe von einzelnen Stichwörtern (in Verbindung mit bestimmten Wörterbüchern) auftreten, vermieden werden. Unter SuseLinux steht die Datei "office-bibliothek.ini" im Nutzerverzeichnis unter .config/BDNM.
In der neueren Softwareversion (ab 6.0) kann dieses Verhalten direkt im Programm verändert werden, indem unter dem Menüpunkt Ansicht – Einstellungen – Allgemein der Eintrag Relevanzbewertete Trefferliste deaktiviert wird.

### Unterstützte Titel

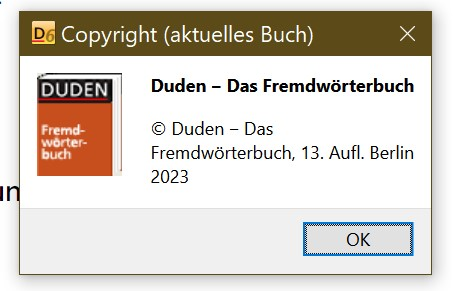
Duden Band 5: Das Fremdwörterbuch, 13. Auflage, 2023

Nachfolgend eine tabellarische Übersicht der Nachschlagewerke. Alle mit einem ✔ versehenen Auflagen sind unter der aktuellen Version 6.5.x der Duden-Bibliothek lauffähig.
| Nachschlagewerke¹ | Nachschlagewerke¹ | Nachschlagewerke¹ |
| --- | --- | ----------------- |
| Band | Titel, Auflage | Kompatibilität    |
| 1 | Die deutsche Rechtschreibung, 29. Auflage, 2024 | ✔                 |
| 1 | Die deutsche Rechtschreibung, 28. Auflage, 2020 | ✔                 |
| 1 | Die deutsche Rechtschreibung, 27. Auflage, Berlin 2017 | ✔                 |
| 1 | Die deutsche Rechtschreibung, 26. Auflage, Berlin 2013 | ☑                 |
| 1 | Die deutsche Rechtschreibung, 25. Auflage, Berlin 2009 | ☑                 |
| 2 | Das Stilwörterbuch, 10. Auflage, 2017 »Feste Wortverbindungen und ihre Verwendung«                                                                                                   | ✔                 |
| 2 | Das Stilwörterbuch, 9. Auflage, Mannheim 2010 | ☑                 |
| 3 | Das Bildwörterbuch | ✘                 |
| 4 | Die Grammatik | ✘                 |
| 5 | Das Fremdwörterbuch, 13. Auflage, 2023/24 | ✔                 |
| 5 | Das Fremdwörterbuch, 12. Auflage, 2020 | ✔                 |
| 5 | Das Fremdwörterbuch, 11. Auflage, 2015 | ✔                 |
| 5 | Das Fremdwörterbuch, 10. Auflage, Mannheim 2010 | ☑                 |
| 6 | Das Aussprachewörterbuch, 8. Auflage, 2024 Duden-Bibliothek ab v6.5.x | ✔                 |
| 6 | Das Aussprachewörterbuch, 7. Auflage, 2015 Duden-Bibliothek bis v6.4.x | ✔                 |
| 7 | Das Herkunftswörterbuch, 6. Auflage, 2020 | ✔                 |
| 7 | Das Herkunftswörterbuch, 5., neu bearbeitete Auflage 2014 | ☑                 |
| 7 | Das Herkunftswörterbuch, 4., neu bearbeitete Auflage 2007 »Etymologie der deutschen Sprache. Die Geschichte der deutschen Wörter bis zur Gegenwart.«                                 | ☑                 |
| 8 | Das Synonymwörterbuch, 8. Auflage, 2024 | ✔                 |
| 8 | Das Synonymwörterbuch, 7. Auflage, 2019 | ✔                 |
| 8 | Das Synonymwörterbuch, 6., vollst. überarb. Auflage 2014 | ☑                 |
| 8 | Das Synonymwörterbuch, 5., vollst. überarb. Auflage 2010 | ☑/(✗)             |
| 9 | Sprachliche Zweifelsfälle, 9. Auflage, 2021 »Das Wörterbuch für richtiges und gutes Deutsch«                                                                                         | ✔                 |
| 9 | Das Wörterbuch der sprachlichen Zweifelsfälle, 8. Auflage, 2016 »Richtiges und gutes Deutsch«                                                                                        | ✔                 |
| 9 | Richtiges und gutes Deutsch, 7. Auflage, Mannheim 2011 »Wörterbuch der sprachlichen Zweifelsfälle«                                                                                   | ☑                 |
| 10 | Das Bedeutungswörterbuch, 5. Auflage, 2020 | ✔                 |
| 10 | Das Bedeutungswörterbuch, 4. Auflage Mannheim 2010 | ☑                 |
| 11 | Redewendungen, 5. Auflage, 2021 | ✔                 |
| 12 | Zitate und Aussprüche, 5. Auflage, 2021 »Herkunft, Bedeutung und aktueller Gebrauch«                                                                                                 | ✔                 |
| DUDEN DUW | Duden – Deutsches Universalwörterbuch, 10. Auflage, 2023 | ✔                 |
| DUDEN DUW | Duden – Deutsches Universalwörterbuch, 9. Auflage, 2019 | ✔                 |
| DUDEN DUW | Duden – Deutsches Universalwörterbuch, 8. überarb. u. erw. Auflage, 2015 | ✔                 |
| DUDEN DUW | Duden – Deutsches Universalwörterbuch, 7. Auflage, Mannheim 2011 | ☑                 |
| DUDEN | DUDEN – Das große Wörterbuch der deutschen Sprache, 4. Auflage, Mannheim 2012 »Die umfassende Dokumentation der deutschen Gegenwartssprache«                                         | ✔                 |
| Z-Rw D | Duden – Das große Buch der Zitate und Redewendungen, 2. Auflage, Mannheim 2007 | ☑/(✗)             |
| F D | Duden – Das große Fremdwörterbuch, 4. Auflage, Mannheim 2007 | ☑/(✗)             |
| M D | Duden – Das Wörterbuch medizinischer Fachbegriffe, 8. Auflage, Mannheim 2007 | ☑/(✗)             |
| Ch D | Duden – Das Wörterbuch der chemischen Fachausdrücke, 1. Auflage, Mannheim 2003 Autor des Duden-Werkes ist Otto-Albrecht Neumüller, ehem. Hrsg. des renommierten RÖMPP Chemielexikons | ✘/(✓)             |
| Symbole: ✔ = Unterstützt / ✘= Nicht unterstützt / ⭕︎ = Titel für Duden-Bibliothek noch nicht verfügbar ☑ = Offiziell unterstützt durch Import aus vorheriger Version 5.x / ☒ = Offiziell kein Import aus Vorversion v5.x ✓ = Titel faktisch unterstützt / ✗ = Titel faktisch nicht unterstützt ¹ Die Tabelle erhebt keinen Anspruch auf Vollständigkeit. Notwendigenfalls in praxi auf Funktion prüfen. | |                   |